# موزه سلطنتی ایستانا باتو
موزه سلطنتی ایستانا باتو (به انگلیسی: Istana Batu Royal Museum) (مالایی:Muzium Diraja Istana Batu) یک موزه در شهرک کوتا بهارو، ایالت کلانتان، مالزی است.

## تاریخچه
ساختمان موزه در سال ۱۹۳۹ در دوره زمامداری سلطان اسماعیل ابن سلطان محمد چهارم به عنوان هدیه ازدواج برای سلطان یحیی پترا ساخته شد. سلطان یحیی پترا تا سال ۱۹۶۰ در این ساختمان زندگی کرد و هنگامی که بر تخت سلطنت نشست به کاخ کوتا لاما نقل مکان کرد. بعد از اینکه از این‌جا نقل مکان کرد، ساختمان بازسازی گردید و تا سال ۱۹۶۹، به عنوان اقامت گاه رسمی تنگکو سلوانی بنت سلطان یحیی پترا انتخاب شد.
در نهایت، این ساختمان تا سال ۱۹۷۲، کاخ سلطان اسماعیل پترا بود. بعد از آن، این ساختمان به حکومت ایالت کلانتان اهداء گردید. در روز ۲۵ ژوئیه ۱۹۹۱، ساختمان به موزه تبدیل شد که تحت نظارت سلطان اسماعیل پترا قرار داشت.

## معماری
نمای ساختمان به رنگ زرد است.

## نمایشگاه
موزه، متعلقات گوناگونی همچون عکس، لباس، مصنوعات، مبلمان و موارد متفرقه دیگر از زمامداران کلانتان را در معرض دید قرار داده است.

## ساعت بازدید
زمان بازدید از موزه هر روز به جز جمعه، از ساعت ۸:۳۰ صبح تا ۴:۴۵ عصر است.